# ديف إغرز
ديف إغرز (بالإنجليزية: Dave Eggers)‏ (12 مارس 1970، بوسطن في الولايات المتحدة)؛ صحفي، كاتب، كاتب سيناريو وروائي أمريكي، حاصل لمرتين على جائزة كتاب تايمز لوس انجلوس الأدبية.

## روابط خارجية
- ديف إغرز على موقع IMDb (الإنجليزية)
- ديف إغرز على موقع الموسوعة البريطانية (الإنجليزية)
- ديف إغرز على موقع مونزينجر (الألمانية)
- ديف إغرز على موقع ألو سيني (الفرنسية)
- ديف إغرز على موقع ميوزك برينز (الإنجليزية)
- ديف إغرز على موقع أول موفي (الإنجليزية)
- ديف إغرز على موقع قاعدة بيانات الأفلام السويدية (السويدية)
- ديف إغرز على موقع إن إن دي بي (الإنجليزية)
- ديف إغرز على موقع أول ميوزيك (الإنجليزية)
- ديف إغرز على موقع ديسكوغز (الإنجليزية)